# Histeroscopia

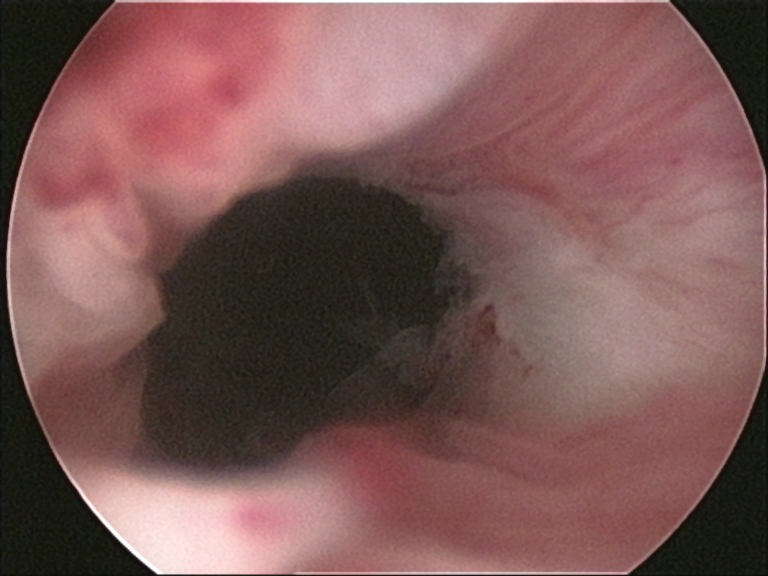
Cuello uterino visto mediante una histeroscopia.

La histeroscopia es un procedimiento clínico que le permite a un ginecólogo ver el interior del útero por medio de una endoscopia. Este procedimiento puede realizarse con fines de diagnóstico o para tratamientos de patologías intrauterinas y como método de intervención quirúrgica. Desarrollado por primera vez en 1865, la primera operación realizada con un histeroscopio fue la remoción de pólipos uterinos en 1869.

## Procedimiento
El histeroscopio tiene un sistema óptico, por lo general conectado a un aparato de video y luminógenos transmitidas por fibras ópticas. El ginecólogo introduce un lente para ver el interior del útero; a esta lente se le puede conectar una cámara para ver la imagen en un monitor. La cámara, a su vez, se puede conectar a un VHS, grabador DVD u otro dispositivo de grabación de vídeo. 

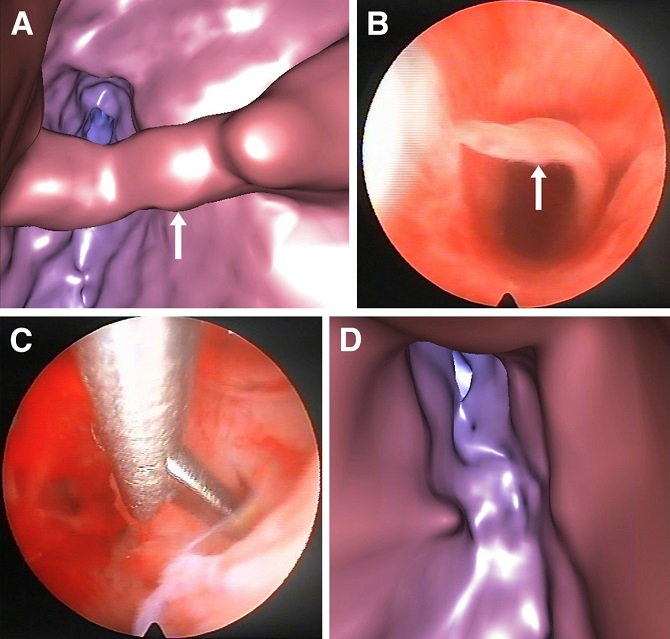
Imágenes de un tabique dentro de la cavidad uterina por histeroscopia virtual y convencional

La cavidad uterina solía distendirse con el uso de solución salina, sorbitol o una solución de dextrosa o de dióxido de carbono; en la actualidad se usa una solución fisiológica con mayor frecuencia. Después de la expansión cervical, el histeroscopio se guía a la cavidad uterina para realizar la inspección. Si se encontrasen anormalidades, se procede con el canal del histeroscopio por donde se pueden introducir instrumentos quirúrgicos especializados, como pueden ser tijeras, pinzas y electrodos bipolares, para operar en la cavidad uterina.
Anteriormente, una intervención por histeroscopia se realizaba siempre bajo anestesia general, mientras que la histeroscopia diagnóstica con el uso de instrumentos de menor calibre y no invasivos, se realizaba sin anestesia. Sin embargo hoy el día se han desarrollado histeroscopios de diámetro reducido (3mm) que permiten realizar intervenciones en la consulta sin la necesidad de anestesia, con una duración total del procedimiento de no más de veinte minutos.
La intervención suele durar entre 15 minutos y una hora dependiendo de si se realizar para solucionar un problema prediagnosticado o es para realizar un diagnóstico en consulta (la más corta).
En 2017, Jan Tesarik introdujo la Histeroscopia ultrasonográfica virtual para detectar, en 3 dimensiones, anomalías de la cavidad uterina sin entrar en la matriz, igual de precisa y menos invasiva que la histeroscopia convencional.
Realizada desde el exterior de la cavidad uterina, la histeroscopia ultrasonográfica virtual es menos traumática e incómoda para las pacientes en comparación con la histeroscopia convencional. Sin embargo, su uso es puramente diagnóstico. Si necesario, una histeroscopia convencional operativa se tiene que programar más tarde. La imagen demuestra un tabique (adherencia) dentro de la cavidad uterina, visualizado por histeroscopia virtual (A) y convencional (B), la intervención por histeroscopia convencional para quitar el tabique (C) y el control posterior por histeroscopia virtual que confirma el éxito de la intervención (D).

## Indicaciones
La histeroscopia se justifica en un número de condiciones uterinas:
- Síndrome de Asherman
- Pólipos endometriales
- Sangrado ginecológico anormal
- Tumor fibroide uterino
- Malformaciones uterinas

Otras razones para efectuar una histeroscopia incluyen:

### Diagnósticas
- Investigar infertilidad
- Investigar períodos menstruales copiosos o irregulares
- Investigar hemorragias posteriores a la menopausia
- Investigar abortos espontáneos recurrentes
- Hallar dispositivos intrauterinos (DIU)

### De tratamiento
- Retirar o cauterizar el recubrimiento del útero en el procedimiento denominado ablación de endometrio.
- Extraer fibromas o pólipos
- Extraer dispositivos intrauterinos (DIU) dificultosos.
- Eliminar adherencias intrauterinas

## Complicaciones
El problema más frecuente es la perforación uterina cuando el instrumento penetra la pared del útero. Puede causar hemorragia y posibles daños a otros órganos. Los medios usados para la distensión de la cavidad uterina pueden causar émbolos e intoxicaciones.
Las contraindicaciones principales son el embarazo, una infección pélvica reciente, vaginitis, cervicitis, endometritis o una perforación uterina reciente.